# UFC Fight Night: Сантус vs. Андерс
UFC Fight Night: Santos vs. Anders (также известно как UFC Fight Night 137) — событие организации смешанных боевых искусств Ultimate Fighting Championship, прошедшее 22 сентября 2018 года на арене «Ginásio do Ibirapuera» в Сан-Паулу, Бразилия.

## История турнира
Ожидалось, что хэдлайнером турнира станет поединок в полутяжёлом весе между бывшим претендентам на пояс чемпиона UFC в полутяжёлом весе Гловером Тейшейрой и Джими Манувой. Однако Тейшейра слетел с поединка 14 августа из-за травмы плеча. Его заменил Тиагу Сантус. В свою очередь, Манува слетел с боя 16 сентября из-за порванного подколенного сухожилия и был заменен Эриком Андерсом.
Также в рамках турнира был запланирован краткий поединок Марка Годбира против Луиса Энрике. Однако, Годбир снялся с поединка в начале августа по причине травмы и был заменен на промо-новичка Райана Спэнна.
Нил Магни должен был встретиться с Алексом Оливейрой на данном турнире. Однако Магни был отстранен от боя 22 августа в пользу поединка с Сантьяго Понзиниббио в ноябре на UFC Fight Night: Magny vs. Ponzinibbio. Его заменил Карло Педерсоли-младший.
На турнире ожидалась встреча Кетлин Виейра с бывший чемпионкой Invicta FC в легчайшем весе и претенденткой на пояс чемпиона UFC в женском полулёгком весе Тоня Эвингером. Однако 7 августа Виейра слетела с боя из-за травмы колена. Эвингер была снята с программы, а её выступление перенесено на следующее событие против другого противника.
Также ожидалось поединок между победителем The Ultimate Fighter: Nations в среднем весе Элиасом Теодором и победителем The Ultimate Fighter: Brazil 3 в тяжёлом весе Антониу Карлус Жуниором. Но Жуниор слетел с боя 28 августа из-за травмы. Тем не менее, их бой был сохранен и перенесен на UFC 231.
Элизеу Залески дус Сантус должен был встретится с Белалом Мухаммадом на турнире. Однако 14 сентября было объявлено, что Мухаммад снялся с встречи из-за травмы и был заменен промо-новичка Луиджи Вендрамини.
На взвешивании бывший чемпион UFC в легчайшем весе Ренан Баран весил 141.6 фунтов (прим. 64 кг), что превышает предел легчайшего веса 136 фунтов (62 кг) на 5 фунтов (2 кг). Баран был оштрафован на 30 % от своей выплаты, которые достались его оппоненту Андре Эвеллу.

## Результаты турнира
| Бой | Категория                        | Основные бои                         | Основные бои | Основные бои            | Способ                                     | Раунд | Время |
| 14  | Полутяжёлый вес                  | Тиагу Сантус                         | поб.         | Эрик Андерc             | Технический нокаут (остановлен рефери)     | 3     | 5:00  |
| 13  | Полусредний вес                  | Алекс Оливейра                       | поб.         | Карло Педерсоли-младший | Технический нокаут (удары)                 | 1     | 0:39  |
| 12  | Полутяжёлый вес                  | Антониу Рожериу Ногейра              | поб.         | Сэм Алви                | Технический нокаут (удары)                 | 2     | 1:00  |
| 11  | Промежуточный вес (141.6 фунтов) | Андре Юэлл                           | поб.         | Ренан Баран             | Раздельное решение (29-28, 29-28, 28-29)   | 3     | 5:00  |
| 10  | Женский минимальный вес          | Ранда Маркос                         | поб.         | Марина Родригес         | Ничья (большинство) (29-28, 28-28, 28-28)  | 3     | 5:00  |
|     |                                  | Предварительные бои (Fox Sports 2)   |              |                         |                                            |       |       |
| 9   | Лёгкий вес                       | Шарлис Оливейра                      | поб.         | Христос Гиагос          | Удушающий приём (сзади)                    | 2     | 3:22  |
| 8   | Лёгкий вес                       | Франсиску Триналду                   | поб.         | Эван Данэм              | Технический нокаут (удар коленом в корпус) | 2     | 4:10  |
| 7   | Полутяжёлый вес                  | Райан Спэнн                          | поб.         | Луис Энрике             | Единогласное решение (30-27, 30-27, 29-28) | 3     | 5:00  |
| 6   | Тяжёлый вес                      | Аугусто Сакаи                        | поб.         | Чейз Шерман             | Технический нокаут (удары)                 | 3     | 4:03  |
|     |                                  | Предварительные бои (UFC Fight Pass) |              |                         |                                            |       |       |
| 5   | Полусредний вес                  | Сержиу Мораис                        | поб.         | Бен Сондерс             | Удушающий приём (ручной треугольник)       | 2     | 4:42  |
| 4   | Женский наилегчайший вес         | Майра Буэну Силва                    | поб.         | Джиллиан Робертсон      | Болевой приём (рычаг локтя)                | 1     | 4:55  |
| 3   | Средний вес                      | Талес Лейтес                         | поб.         | Эктор Ломбард           | Единогласное решение (29-28, 29-28, 29-28) | 3     | 5:00  |
| 2   | Полусредний вес                  | Элизеу Залески дус Сантус            | поб.         | Луиджи Вендрамини       | Нокаут (удар коленом в прыжке и добивание) | 2     | 1:20  |
| 1   | Женский минимальный вес          | Ливия Рената Соуза                   | поб.         | Алекс Чемберс           | Удушающий приём (гильотина)                | 1     | 1:21  |

## Награды
Следующие бойцы получили бонусные выплаты в размере $50 000:
- Лучший бой вечера: Тиагу Сантус против Эрика Андерса
- Выступление вечера: Антониу Рожериу Ногейра и Шарлис Оливейра